# Moray Watson
Moray Watson (Sunningdale, 25 giugno 1928 – Londra, 2 maggio 2017) è stato un attore inglese.

## Biografia
Orfano di padre (rimasto ucciso in Belgio durante la seconda guerra mondiale) Moray Watson frequentò l'Eton College e fece la sua prima apparizione sul palcoscenico mentre studiava presso la Webber Douglas Academy of Dramatic Art in una matinée a Hythe (Kent), in memoria della grande attrice shakespeariana Ellen Terry. Dopo altre apparizioni nel teatro di repertorio, recitò in varie occasioni al West End, tra le quali nella commedia Il dilemma del dottore di George Bernard Shaw e The Rivals di Richard Brinsley Sheridan, entrambe messe in scena all'Haymarket Theatre.
Dopo aver recitato in alcune serie televisive britanniche come Ivanhoe (1958), nella prima metà degli anni sessanta Watson iniziò a comparire anche sul grande schermo. Nel 1960 fece da spalla a Cary Grant e Robert Mitchum nel film commedia L'erba del vicino è sempre più verde di Stanley Donen, interpretando l'impeccabile e astuto maggiordomo Trevor Sellers. Recitò inoltre nei film d'avventura L'affondamento della Valiant (1962) e Operazione Crossbow (1965).
Nel 1963 ebbe una breve parentesi teatrale a Broadway, dove interpretò la pièce The Private Ear and the Public Eye, al fianco di Barry Foster e di Geraldine McEwan.
Watson continuò la carriera recitando in numerose serie televisive degli anni sessanta, settanta e oltre, come Compact (1962-1963), Agente speciale (1966), I Professionals (1980), Il brivido dell'imprevisto (1982). Nel 2000 è apparso nell'episodio Judgement Day della serie poliziesca L'ispettore Barnaby, in cui ha interpretato il ruolo dell'anziano attore Edward Allardice.

## Filmografia parziale

### Cinema
- Find the Lady, regia di Charles Saunders (1956)
- L'erba del vicino è sempre più verde (The Grass Is Greener), regia di Stanley Donen (1960)
- L'affondamento della Valiant (The Valiant), regia di Roy Ward Baker (1962)
- Operazione Crossbow (Operation Crossbow), regia di Michael Anderson (1965)
- Ogni uomo dovrebbe averne due (Every Home Should Have One), regia di Jim Clark (1970)
- L'oca selvaggia colpisce ancora (The Sea Wolves), regia di Andrew V. McLaglen (1980)

### Televisione
- The Quatermass Experiment – miniserie TV, 2 episodi (1953)
- Ivanhoe – serie TV, 1 episodio (1958)
- Il Santo (The Saint) – serie TV, 1 episodio (1964)
- Compact – serie TV, 97 episodi (1962-1965)
- Agente speciale (The Avengers) – serie TV, 1 episodio (1966)
- Z Cars – serie TV, 1 episodio (1969)
- Su e giù per le scale (Upstairs, Downstairs) – serie TV, 1 episodio (1972)
- Quiller – serie TV, 13 episodi (1975)
- Il ritorno di Simon Templar (Return of the Saint) – serie TV, 1 episodio (1978)
- Le avventure di Bailey (Rumpole of the Bailey) – serie TV, 10 episodi (1978-1988)
- Orgoglio e pregiudizio (Pride and Prejudice) – miniserie TV, 5 episodi (1980)
- I Professionals (The Professionals) – serie TV, 1 episodio (1980)
- Doctor Who – serie TV, 2 episodi (1980)
- Le sconfitte di un vincitore: Winston Churchill 1928-1939 (Winston Churchill: The Wilderness Years) – miniserie TV (1981)
- Il brivido dell'imprevisto (Tales of the Unexpected) – serie TV, 1 episodio (1982)
- Yes Minister – serie TV, 1 episodio (1982)
- Miss Marple (Agatha Christie's Miss Marple) – serie TV, episodio 1x01 (1984)
- L'ispettore Barnaby (Midsomer Murders) – serie TV, episodio 3x03 (2000)
- My Family – serie TV, 1 episodio (2011)

## Doppiatori italiani
- Gianfranco Bellini in L'erba del vicino è sempre più verde